# Berjaya Air
Berjaya Air Sdn Bhd (có tên thương mại là Berjaya Air) là một hãng hàng không có trụ sở chính đặt tại Berjaya Hangar thuộc SkyPark Terminal Building nằm trong Sân bay Sultan Abdul Aziz Shah ở Subang, Selangor, Malaysia. Thời gian bay của Berjaya Air hiện tại kéo dài từ 40 – 160 phút. Hãng đang vận hành các chuyến bay nội địa và cho thuê máy bay, tập trung vào những địa điểm có khu du lịch. Trụ sở chính của hãng đặt tại Sân bay Sultan Abdul Aziz Shah.

## Lịch sử

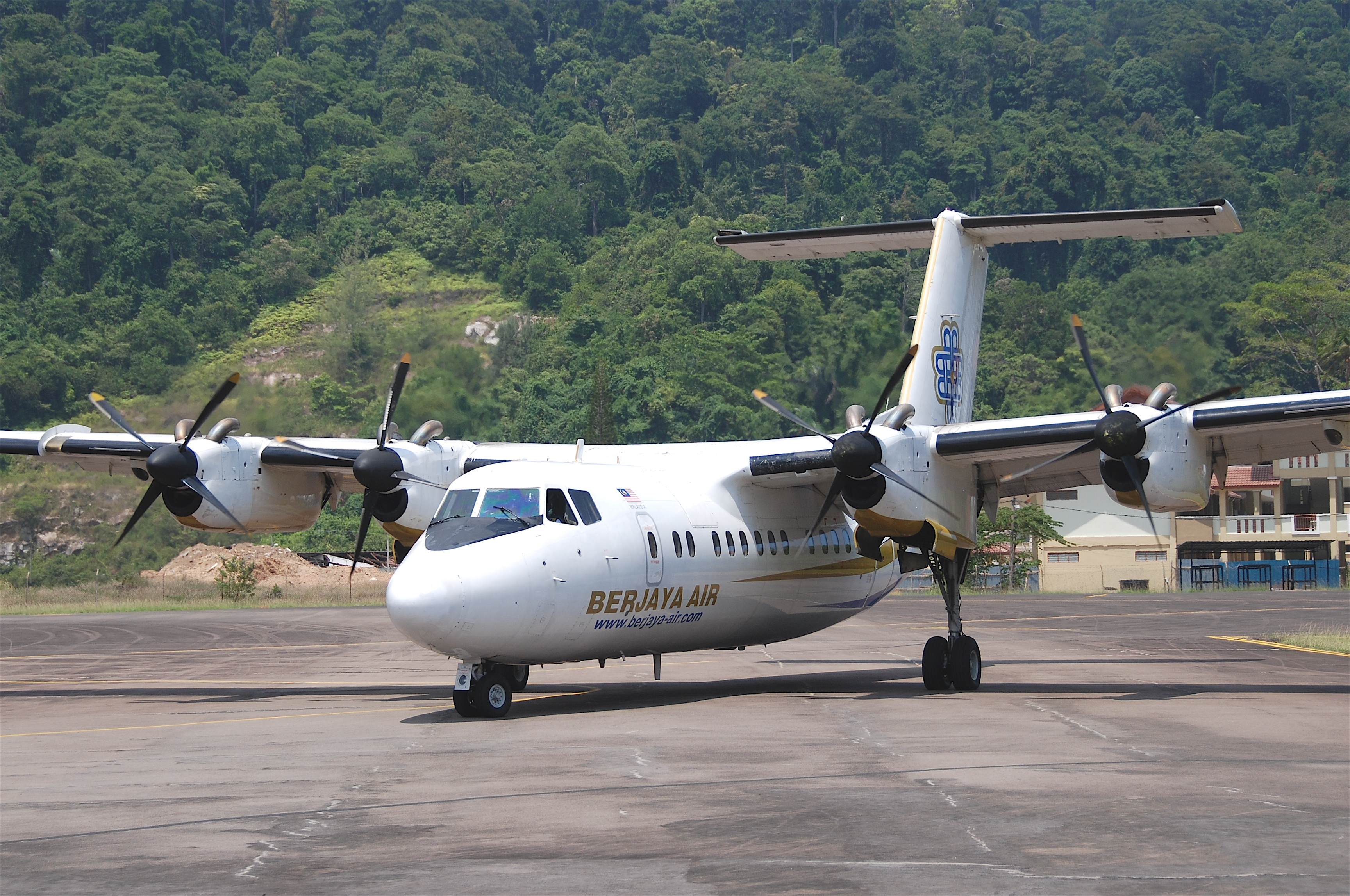
Một máy bay Berjaya Air ở Pulau Tioman

Hãng máy bay được thành lập và đi vào hoạt động năm 1989. Nó thuộc quyền sở hữu của Berjaya Group (thông qua Berjaya Land) và có tên cũ là Pacific Air Charter.
Hiện tại hãng có văn phòng chính tại nhà ga 3 ở Sân bay Sultan Abdul Aziz Shah.

## Dịch vụ
Berjaya Air đang hoạt động tại những sân bay sau:
 Malaysia
- - Subang - Sân bay Sultan Abdul Aziz Shah Hub
  - Tioman - Sân bay Tioman
  - Redang - Sân bay Redang
  - Pangkor - Sân bay Pangkor

 Singapore
- - Singapore - Sân bay Quốc tế Changi Singapore

## Đội bay

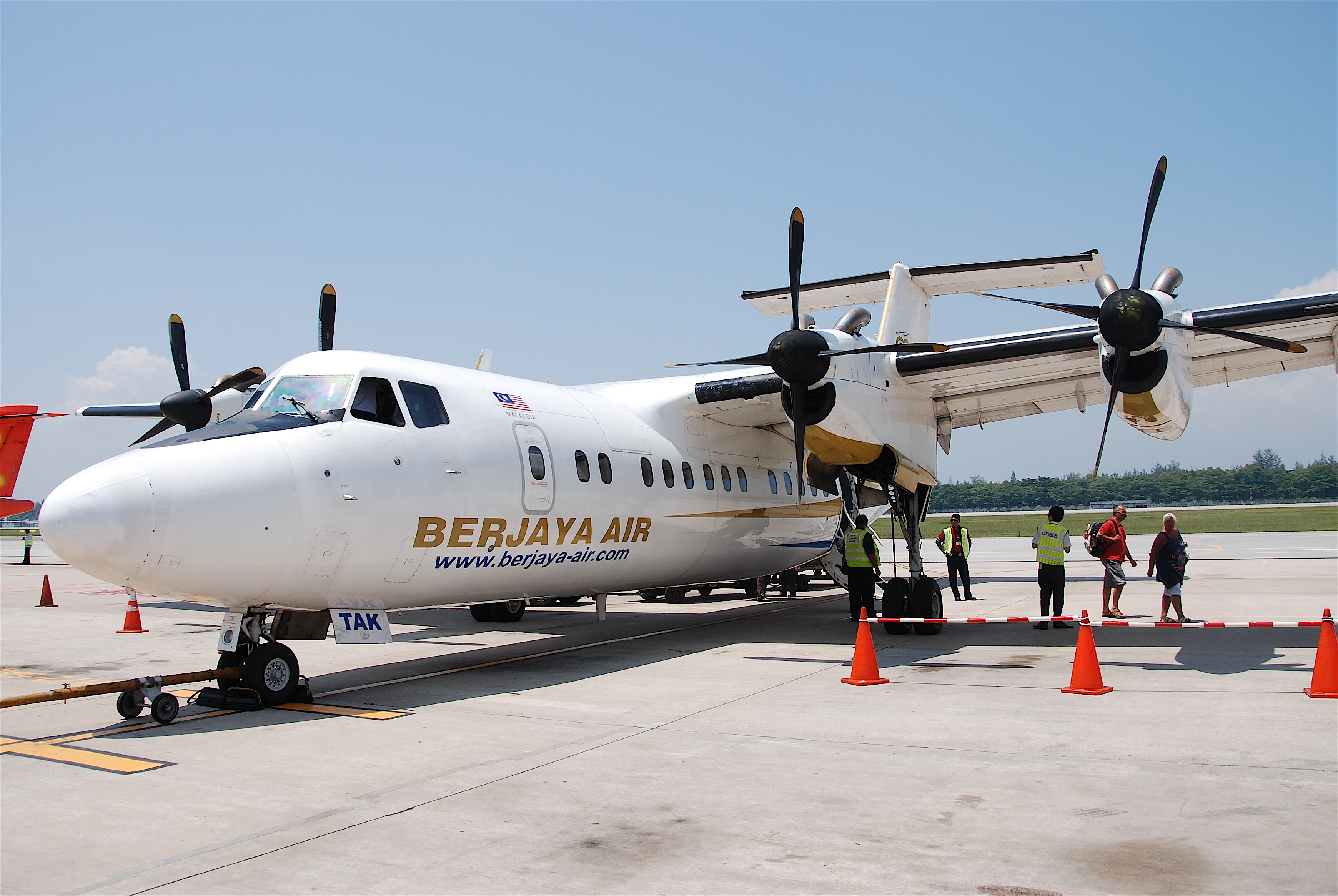
Một máy bay Dash 7 của Berjaya Air tại sân bay Changi

Đội bay của Berjaya Air bao gồm những máy bay sau (đến tháng 8 năm 2016):
Trước đó đội bay của hãng đã có những máy bay sau (đến tháng 4 năm 2012):
- 4 ATR 72-500